# Eliza (tạp chí)
Eliza là một tạp chí thời trang của Mỹ được thành lập vào năm 2007 bởi Summer Bellessa, là một người mẫu của Ford Models tại thời điểm đó. Ấn phẩm có trụ sở tại Los Angeles, California, và bắt đầu với số lượng phát hành là 10.000 bản vào năm 2007. Tạp chí không có lịch xuất bản thường xuyên và hiện tại chỉ có sẵn dưới dạng kỹ thuật số và in theo yêu cầu thông qua HP MagCloud. Tên tạp chí nhắc đến màn trình diễn của Audrey Hepburn với vai Eliza Doolittle trong My Fair Lady.

## Tổng quan
Tạp chí tự mô tả mình là "dành cho những người phụ nữ muốn trở nên sành điệu, gợi cảm và ăn nhập thế giới trong khi vẫn giữ được tiêu chuẩn cao trong ăn mặc, giải trí và lối sống chuẩn mực." Người sáng lập tạp chí, Summer Bellessa được mô tả là người dẫn đầu trong phong trào giản dị.

## Chỉ trích
Một số nhà phê bình đã gọi sự chú trọng của Eliza vào quần áo giản dị và lập trường biên tập của tạp chí là "thận trọng và lỗi thời".